# Artipe grandis
Artipe grandis is een vlinder uit de familie van de Lycaenidae. De wetenschappelijke naam van de soort is voor het eerst gepubliceerd in 1905 door Lionel Walter Rothschild en Heinrich Ernst Karl Jordan.
De soort komt voor in Indonesië (Papoea).